# Montréal, arts interculturels
座標: 北緯45度30分27秒 西経73度34分53秒 / 北緯45.50750度 西経73.58139度

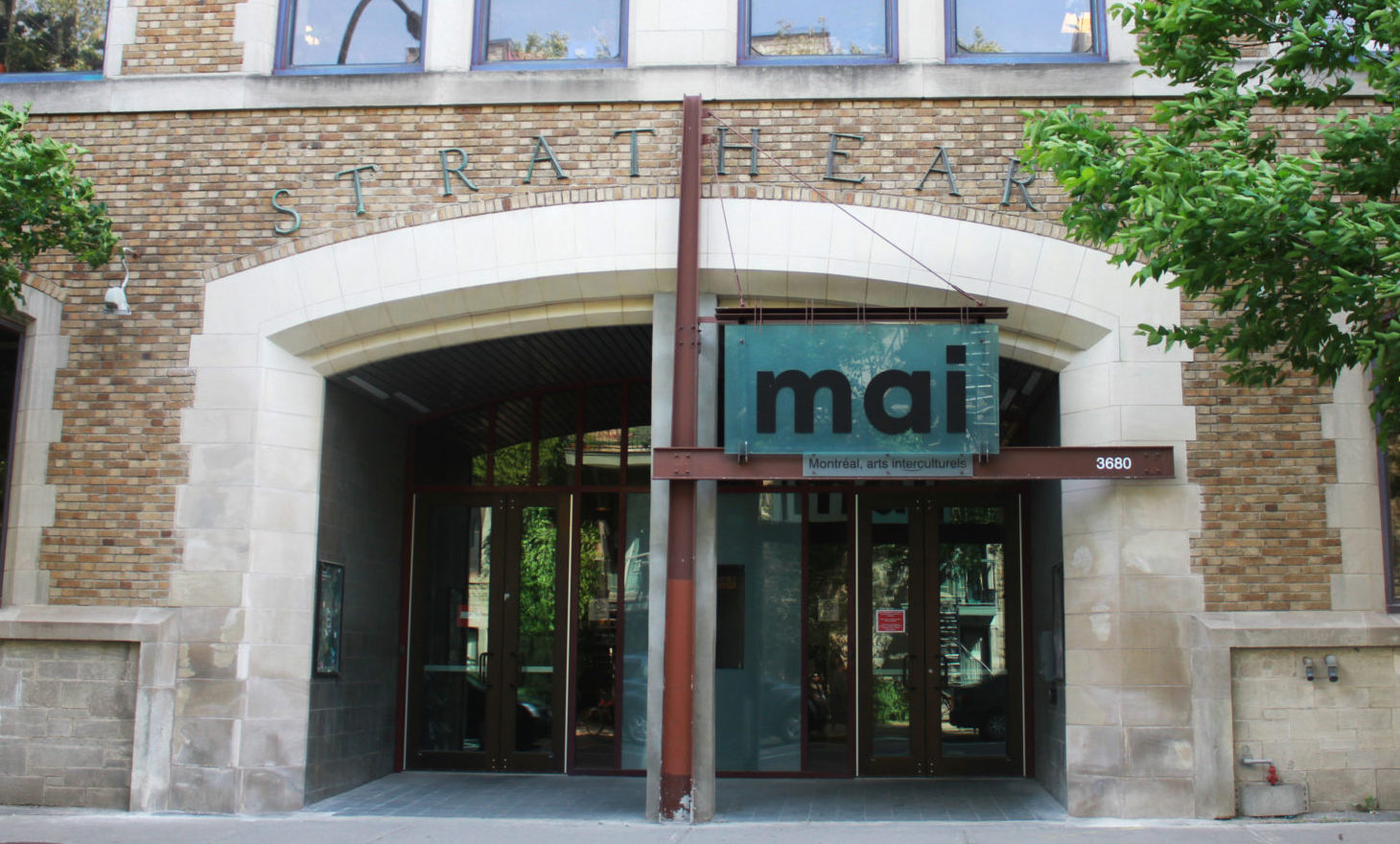
MAIのファサード

モントリオールのアーツ・インターカルチャーズ（Montréal、arts interculturels （MAI）フレンチで）は、1999年に設立されたモントリオールの学際的な文化団体です。ジャンヌ＝マンス通りにある。1999年にオープンし、現代アート、ダンス、音楽、演劇、絵画、彫刻、ビデオなどを展示しています。MAIの使命は、異文化間の関係を促進し、開始することです。

## 説明
MAIは、モントリオールの文化間の対話を可能にするために、異文化間の芸術活動を支援し、促進することを使命とする非営利団体です。MAIは、ダンス、演劇、ビジュアルアート、メディアアート、話し言葉などのプロジェクトに助成金を出しています。新進気鋭のアーティストや実績のあるアーティストを支援し、特に文化的に多様な背景を持つアーティストを支援しています。劇場、ギャラリー、カフェ、リハーサル室があります。

## 歴史
1990年には、Regroupement pour le développement des pratiques artistiques interculturellesが設立されました。1989年、グループはモントリオールに新しい文化的空間を作ることを決定し、1999年にはジャンヌ＝マンス通りのミルトンパークにMAIが設立されました。当時はカフェ、ギャラリー、リハーサル室が2つありました。2005年、MAIはアーティストの伴奏プログラムを開始し、2018年には「Complices」と名称を変更することになりました。当初は、先住民族や文化的に多様なアーティストを主な対象としていたが、障害を持つアーティストや言語的マイノリティ、LGBTQAAIのコミュニティからの参加も徐々に拡大している。 

## ミッション
MAIの主なミッションは、アイデンティティ、ジェンダー、性的指向、宗教などの問題に対して、異文化間の芸術的アプローチを提示することで対話を促すことです。このように、MAIには主に2つのミッションがあります。一つ目は、ハイブリッドな作品や、横断的、学際的、異文化的なアプローチを促進するために、アーティストの開発やプロモーションに同行することです。第二の使命は、多様な観客に対応し、愛好家と初心者の両方を対象としたプログラミングと包括的なワークショップを提案することです。そのために、MAIは年間プログラムだけでなく、付随するプログラムを提案しています。ケベックの現代アートにおける文化的多様性の欠如に直面し、MAIはまた、黒人コミュニティの現代アートを提唱してきました

### プログラミング
MAIでは毎年、約20人のアーティストを招いてシーズンプログラムを提案しています。プログラムには、展覧会（年平均4回）、ダンス、音楽、その他MAIシアターでのパフォーマンス、モントリオールの他の文化スペースとのパートナーシップによる壁の外でのショーなどが含まれています。過去には、マニュエル・マチュー、ハンナ・クロース、ジャン＝ダニエル・ロレール、ダナ・ミシェル、スー・フェ・リー、ダイナ・アシュビー、ダンサーズ・オブ・ダメラハミドなど、ケベック州、カナダ、時には国際的に有名になったアーティストがプログラムに参加したことがあります。近年では、外国人アーティストのカナダ入国が困難なことから、団体側にも問題が生じている。 